# 大岡新一
大岡 新一（おおおか しんいち、1947年5月14日 - ）は、特撮・テレビドラマ作品の撮影技師、特技監督、実業家。円谷プロダクション取締役相談役。東京都出身。

## 人物・来歴
慶應義塾大学法学部中退後、1969年に円谷プロへ入社。これは当初、映画カメラマンを志望するも映画の斜陽化によって募集が無く紹介されたことによるが、当時の同社もテレビ作品がない時期にあったため、それから3か月ほどは単発の仕事ばかりであった。
『恐怖劇場アンバランス』（1969年制作）で撮影助手として本格的な活動を開始し、『帰ってきたウルトラマン』などを経て1972年の『レッドマン』でカメラマンデビュー。同作では手持ち撮影用に特注のトリガースイッチ付きピストルグリップを用意したほか、本来は光学合成のできない16ミリフィルムでスーパーインポーズの技術を使用することによって光線技を実現している。その後はテレビや映画などにフリーのカメラマンとして参加し、平成ウルトラシリーズにはカメラマンだけではなく特技監督としても参加した。
近年では『ULTRAMAN』を最後にカメラマンとしての活動をやめ、制作統括として以降の円谷プロ制作作品に参加している。2008年（平成20年）に同社の代表取締役社長となり、2017年（平成29年）からは社長の座を譲って相談役となっている。
2016年、第35回ベスト・ファーザー イエローリボン賞・経済部門を受賞。

## 参加作品

### テレビ
- レッドマン（1972年、撮影）
- アイアンキング（1972年-1973年、撮影）
- ウルトラマンタロウ（1973年-1974年、撮影）※第4-5話のみ
- スーパーロボット レッドバロン（1973年-1974年、撮影）
- スーパーロボット マッハバロン（1974年-1975年、撮影）
- 少年探偵団（1975年-1976年、撮影）
- 火曜日のあいつ（1976年、撮影）
- 恐竜探険隊ボーンフリー（1976年-1977年、撮影）
- 小さなスーパーマン ガンバロン（1977年、撮影・特殊技術）
- 恐竜戦隊コセイドン （1978年-1979年、撮影）
- 西遊記II（1979年-1980年、撮影）
- ウルトラマン80（1980年-1981年、撮影）
- ウルトラマンティガ（1996年-1997年、撮影監督・特技監督）
- ウルトラマンダイナ（1997年-1998年、特技監督）
- ウルトラマンコスモス（2001年-2002年、技術監督）
- ウルトラマンネクサス（2004年-2005年、制作統括）
- ウルトラマンマックス（2005年-2006年、制作統括）
- ウルトラマンメビウス（2006年-2007年、制作統括）
- 怪奇大作戦 セカンドファイル（2007年、監修）
- ULTRASEVEN X（2007年、制作統括）
- ウルトラギャラクシー大怪獣バトル（2007年-2008年、制作統括）
- ウルトラギャラクシー大怪獣バトル NEVER ENDING ODYSSEY（2008年-2009年、監修）
- ウルトラマン列伝（2011年-2013年、監修）
- ウルトラゾーン（2011年、製作）
- ネオ・ウルトラQ（2013年、監修・製作）
- ウルトラマンギンガ（2013年、監修）
- 新ウルトラマン列伝（2013年-、監修）
- 怪奇大作戦 ミステリー・ファイル（2013年、監修）
- ウルトラマンギンガS（2014年、監修）
- 怪獣酒場 カンパーイ!（2015年、監修）
- ウルトラマンX（2015年、監修）
- ウルトラマンオーブ（2016年、監修）
- ウルトラマンジード（2017年、監修）

### 映画
- だいじょうぶマイ・フレンド（1983年、撮影）
- ウルトラマンZOFFY ウルトラの戦士VS大怪獣軍団（1984年、撮影）
- テラ戦士ΨBOY（1985年、撮影）
- まんだら屋の良太（1986年、撮影）
- プルシアンブルーの肖像（1986年、撮影）
- あいつに恋して（1987年、撮影）
- 妖女伝説’88（1988年、撮影）
- ウルトラQ ザ・ムービー 星の伝説（1990年、撮影）
- 超高層ハンティング（1991年、撮影）
- 妖獣大戦（1991年、撮影）
- 実相寺昭雄の不思議館（1992年、撮影）
- REX 恐竜物語（1993年、特技監督）
- ウルトラマンゼアス（1996年、撮影）
- ウルトラマンゼアス2 超人大戦・光と影（1997年、撮影）
- ウルトラマンティガ&ウルトラマンダイナ 光の星の戦士たち（1998年、撮影）
- 新宿少年探偵団（1998年、撮影）
- ウルトラマンティガ・ウルトラマンダイナ&ウルトラマンガイア 超時空の大決戦（1999年、撮影）
- ウルトラマンティガ THE FINAL ODYSSEY（2000年、撮影）
- ウルトラマンコスモス THE FIRST CONTACT（2001年、撮影）
- ウルトラマンコスモス2 THE BLUE PLANET（2002年、撮影）
- ウルトラマンコスモス2 THE BLUE PLANET ムサシ（13才）少年編（2002年、撮影）
- 新世紀ウルトラマン伝説（2002年、撮影）
- ウルトラマンコスモスVSウルトラマンジャスティス THE FINAL BATTLE（2003年、撮影）
- 新世紀2003ウルトラマン伝説 THE KING'S JUBILEE（2003年、撮影）
- ULTRAMAN（2004年、撮影・VFXスーパーバイザー）
- ゆめまち観音（2009年、監修）
- ウルトラマンゼロ THE MOVIE 超決戦!ベリアル銀河帝国（2010年、監修）
- ウルトラマンサーガ（2012年、監修）
- ウルトラマンギンガ 劇場スペシャル（2013年、監修）
- ウルトラマンギンガ 劇場スペシャル ウルトラ怪獣☆ヒーロー大乱戦!（2014年、監修）
- 劇場版 ウルトラマンギンガS 決戦!ウルトラ10勇士!!（2015年、監修）
- 劇場版 ウルトラマンX きたぞ!われらのウルトラマン（2016年、監修）
- 劇場版 ウルトラマンオーブ 絆の力、おかりします!（2017年、監修）
- 劇場版 ウルトラマンジード つなぐぜ! 願い!!（2018年、監修）

### ビデオ
- S.F.3.D. Original Video Nutrocker（1985年、撮影監督・監督）
- 天使の砲弾（1992年、撮影）
- 女囚処刑人マリア（1994年、撮影）
- ウルトラセブン1999最終章6部作（1999年、特撮アドバイザー）
- ウルトラマンティガ外伝 古代に蘇る巨人（2001年、撮影）
- ミラーマンREFLEX（2006年、制作統括）
- ウルトラマンメビウス外伝 アーマードダークネス（2008年、制作統括）
- ウルトラマンメビウス外伝 ゴーストリバース（2009年、監修）
- ウルトラマンゼロVSダークロプスゼロ（2010年、製作）
- ウルトラマンゼロ外伝 キラー ザ ビートスター（2011年、製作）

### その他
- ウルトラマンメビウス外伝 ヒカリサーガ（2006年、制作統括）
- MISIA『星のように…』PV（2009年、撮影）